# Tocache
Tocache é uma cidade do Peru, situada na região de  San Martín. Capital da  província homônima, sua população em 2017 foi estimada em 15.752 habitantes.